# Higher Giant
Higher Giant — американський панк-рок супергурт з Нью-Йорка, створений у 2007 році. 
У березні 2009 року гурт Higher Giant випустив мініальбом First Five на лейблах Runner Up Records та Creep Records.
У серпні 2009 року гурт випустив мініальбом Al's Moustache на лейблі Black Numbers Records. Лейбл Black Numbers Records повідомляв, що дві пісні з мініальбома, будуть доступні для прослуховування через стрімінгові сервіси: пісня "See You Later, Chopstick" доступна на сайті лейбла Black Numbers Records, а пісня "Union Square" доступна на сторінці гурту в myspace.

## Склад гурту
- Ерні Парада (Ernie Parada) (учасник гуртів In Your Face, Token Entry, Black Train Jack, John Henry, Gray Area, The Arsons) — вокал, гітара;
- Джейсон Лерхофф (Jason Lehrhoff) (учасник гуртів Warzone, Greyarea, The Arsons) — гітара;
- Алекс Волоніно (Alex Volonino) (учасник гурту The Arsons) — бас;
- Дейв Вагеншутц (Dave Wagenschutz) (учасник гуртів Lifetime, Kid Dynamite, Good Riddance, Paint It Black, None More Black) — ударні.

## Дискографія
- The First Five (2009, Runner Up Records/Creep Records)
- Al's Moustache (2009, Black Numbers)